# Tastebuds.fm
Tastebuds.fm — социальная сеть, сайт знакомств и приложение для iPhone сводящий людей на основе их музыкальных вкусов.

## Обзор
Пользователи могут подключиться при помощи своих профилей на Facebook или Last.fm, или же просто указать несколько любимых исполнителей, после этого сервис сразу же отобразит людей со схожими музыкальными предпочтениями.
Tastebuds интегрирован с популярным сервисом событий Songkick, что позволяет пользователям организовать встречу на концертах.
Обмен сообщениями для пользователей iPhone приложения - бесплатен.
2 марта 2023 основатели в email-рассылке пользователям сообщили о том, что сервис завершает свою работу 18 апреля 2023 года. Дополнив письмо данными о том, что с 2010 года на сайте зарегистрировалось боле миллиона участников.
1 апреля в новом письме создатели сайта сообщили, что закрытие сайта отменяется, а так же планируется ввод подписки:
Многие люди выразили заинтересованность в поддержке Tastebuds, заплатив за расширенные функции, и в конечном итоге для поддержки сервиса потребуются платные подписчики. Обратите внимание на Backstage Pass, который мы перезапустим с новыми и улучшенными функциями в ближайшие месяцы.